# Grupo Desportivo do Estreito
O Grupo Desportivo do Estreito foi oficialmente fundado no dia 24 de julho de 1980 é a data aceita como a data da fundação do Grupo Desportivo do Estreito (localizado no Estreito de Câmara de Lobos), no entanto teve origem um pouco mais cedo, precisamente em 1979, através da criação da Associação Recreativa e Cultural Estreitense, que pouco tempo depois mudaria, então de denominação. 
É um dos principais clubes do concelho de Câmara de Lobos, Madeira. Tem como sua principal aposta o atletismo e o ténis de mesa, tendo até agora conquistado inúmeros títulos tanto regionais como nacionais.
Formou atletas notáveis tais como: Rúben Micael, Sara Moreira e Marcos Freitas.